# Bruno Cipolla
Bruno Cipolla (Cuneo, 24 dicembre 1952) è un canottiere italiano.
Come timoniere vinse la medaglia d'oro nel due con insieme a Primo Baran e Renzo Sambo alle Olimpiadi di Città del Messico nel 1968. L'anno prima, sempre con Sambo e Baran, si era aggiudicato anche l'oro agli europei.